# Sandvikssjön (Nätra socken, Ångermanland)
Sandvikssjön är en sjö i Örnsköldsviks kommun i Ångermanland och ingår i Nätraån-Ångermanälvens kustområde. Sjön har en area på 0,0496 kvadratkilometer och ligger 32 meter över havet.